# Tilda Swinton
Tilda Swinton, all'anagrafe Katherine Matilda Swinton (Londra, 5 novembre 1960), è un'attrice britannica.
Ha esordito nel 1986 con il film Caravaggio di Derek Jarman. Nel 1992 ha interpretato Isabella di Francia in Edoardo II, per il quale vince la Coppa Volpi alla miglior attrice alla Mostra del cinema di Venezia.
Nel 2007 ha ricevuto il plauso della critica per la sua interpretazione nel film Michael Clayton, per il quale ha vinto l'Oscar alla miglior attrice non protagonista e un BAFTA nella medesima categoria. Ha continuato a recitare in numerosi film noti, tra i quali Le cronache di Narnia - Il leone, la strega e l'armadio (2005), Il curioso caso di Benjamin Button (2008), Le cronache di Narnia - Il principe Caspian (2008), Io sono l'amore (2009), Le cronache di Narnia - Il viaggio del veliero (2010), ...e ora parliamo di Kevin (2011), Snowpiercer (2013), Grand Budapest Hotel (2014), A Bigger Splash (2015), Ave, Cesare! (2016), Doctor Strange (2016), Suspiria (2018) e Avengers: Endgame (2019).

## Biografia
La famiglia di Tilda Swinton ha una ricca tradizione militare: il padre, sir John Swinton, è generale delle Guardie Scozzesi; il prozio, Sir Ernest Swinton, è uno degli inventori del carro armato, uno degli antenati in linea diretta è stato il botanico scozzese John Hutton Balfour, bisnonno della madre Judith Balfour Killeen. Tilda frequenta la West Heath Girls' School nel Kent, ed è stata compagna di classe e amica di Diana Spencer. All'età di 6 anni frequenta inoltre il Fettes College di Edimburgo. Nel 1983 si laurea in scienze politiche e sociali all'Università di Cambridge, presso il Murray Edwards College.
Di carattere ribelle e anticonformista, durante il periodo dell'università si iscrive al Partito Comunista di Gran Bretagna, per poi, verso la fine degli anni Novanta, iscriversi al Partito Socialista Scozzese. Recita per la Royal Shakespeare Company e il Traverse Theatre di Edimburgo, ma abbandona ben presto i palcoscenici teatrali per dedicarsi al cinema.

### Carriera cinematografica

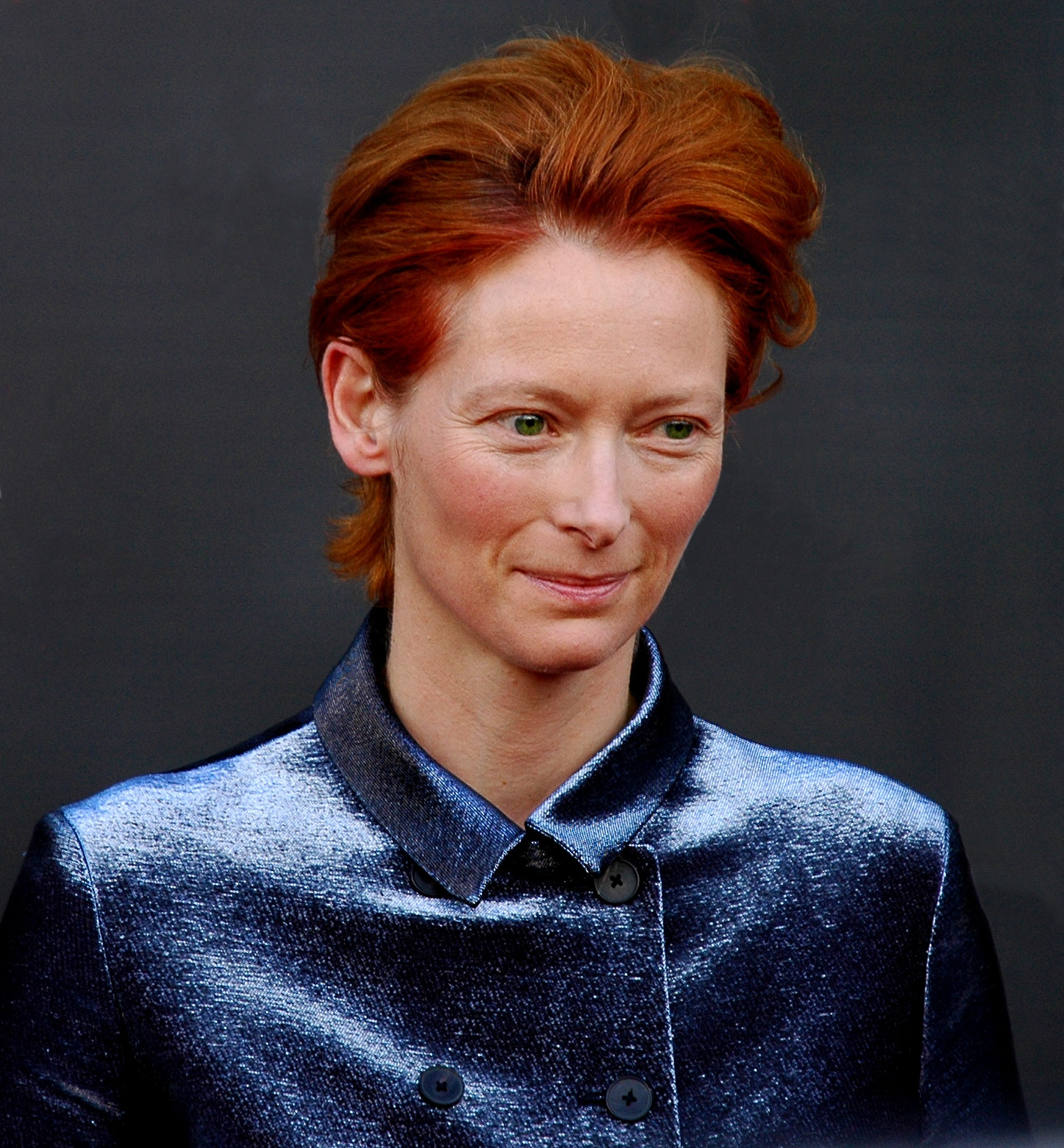
Tilda Swinton a Edimburgo nel 2007

A metà decennio inizia una lunga collaborazione con il regista, scenografo e pittore inglese Derek Jarman. Oltre a essere sua amica, Tilda Swinton diviene una sorta di musa per Jarman, che le affida un ruolo in tutti i film che dirige dal 1985 al 1994, anno della sua morte. Accanto ai lungometraggi destinati alle sale, Jarman gira incessantemente Super 8 (editi in DVD anche in Italia) che colgono l'attrice in momenti di vita quotidiana, viaggi ed esibizioni; sotto la sua guida, Tilda Swinton interpreta il ruolo della prostituta Lena nel film Caravaggio e si aggiudica la Coppa Volpi per la migliore interpretazione femminile al Festival di Venezia per l'interpretazione della regina Isabella di Francia in Edoardo II (1991).
L'attrice presta la sua voce all'ultimo film di Derek Jarman, Blue, originale lungometraggio "acustico" in cui lo schermo rimane di colore blu per l'intera durata dell'opera. Il film rappresenta il testamento cinematografico di Jarman, sofferente di AIDS, che affida alle voci dei suoi più stretti collaboratori la lettura del diario della sua malattia. Dopo la morte di Jarman, Swinton interpreta nel 1992 l'ambiguo protagonista di Orlando, tratto dall'omonimo romanzo di Virginia Woolf e diretto dalla regista Sally Potter. La recitazione di Tilda Swinton è sorprendente per la naturalezza con cui assume il ruolo di un personaggio che cambia sesso nel corso della narrazione: il successo del film la consacra interprete ideale del "doppio" e della "diversità".

Aumentano le richieste per l'attrice, che sembra intenzionata a condurre in parallelo una carriera che si divide tra film mainstream hollywoodiani e film d'autore e opere d'avanguardia. Nel 2000 è al fianco di Leonardo DiCaprio nel film di Danny Boyle The Beach nel ruolo della fanatica leader di una comunità neo-hippy, nel 2001 affianca Tom Cruise e Penélope Cruz in Vanilla Sky, nel 2002 è protagonista del thrilling statunitense I segreti del lago, per questo film viene candidata ai Golden Globe, nel 2003 prende parte alla pellicola inglese Young Adam in compagnia di Ewan McGregor mentre nel 2005 interpreta il ruolo dell'arcangelo Gabriele in Constantine, accanto a Keanu Reeves. Ma è anche un'avvocata lesbica in Perversioni femminili, presentato al Sundance Film Festival nel 1996, la matematica Ada Augusta Lovelace, figlia di Lord Byron in Conceiving Ada del 1997, la misteriosa protagonista di Possible Worlds (1999) diretto da Robert Lepage - film che rifiuta qualunque filo narrativo tradizionale - e interpreta i ruoli di una biogenetista e di tre suoi cloni nel bizzarro Teknolust (2004) per la regia della videoartista Lynn Hershman-Leeson.

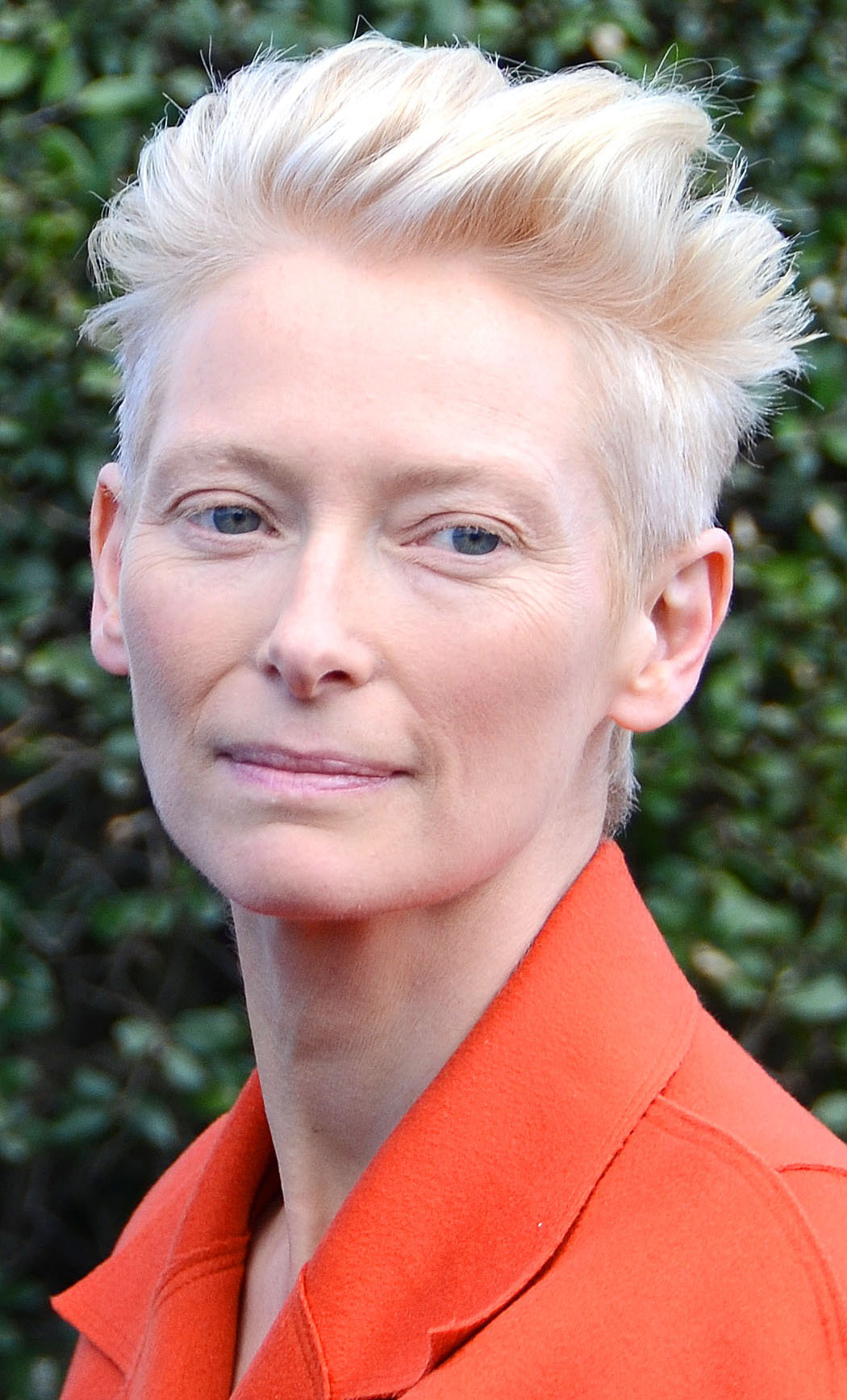
Tilda Swinton al Festival del cinema americano di Deauville 2013

Nel 2005 recita il ruolo di Jadis, la strega bianca di Le cronache di Narnia - Il leone, la strega e l'armadio. Rinviato il progetto di recitare il ruolo di Nico, modella e cantante dei Velvet Underground, l'attrice è al fianco di George Clooney sia nel thriller Michael Clayton (2007) che nel film diretto dai fratelli Coen Burn After Reading - A prova di spia, uscito nel settembre 2008 e per il quale riceve la candidatura ai BAFTA. L'interpretazione della dirigente senza scrupoli di una multinazionale in Michael Clayton le vale l'Oscar alla miglior attrice non protagonista, il BAFTA e la candidatura ai Golden Globe e agli Screen Actors Guild Award.
Nel 2008 l'attrice interpreta Il curioso caso di Benjamin Button di David Fincher e The Limits of Control di Jim Jarmusch (che ha voluto di nuovo lavorare con lei dopo Broken Flowers del 2005). Nel 2009 è protagonista di Io sono l'amore del regista italiano Luca Guadagnino. Nel 2011 prende parte al film ...e ora parliamo di Kevin nel quale interpreta la parte di Eva, una madre che ha un rapporto conflittuale con il figlio Kevin. Per questa prova viene acclamata dalla critica e riceve la candidatura ai Golden Globe, ai BAFTA e agli Screen Actors Guild Award.
Nel 2013 prende parte al film Solo gli amanti sopravvivono insieme a Tom Hiddleston, e per il ruolo riceve la candidatura agli Independent Spirit Awards; nello stesso anno prende parte al film Snowpiercer nella parte di Mason, la sua prova riceve critiche positive e la candidatura ai Satellite Award e ai Critics' Choice Movie Award. Nel 2014 prende parte al film Grand Budapest Hotel nella parte di Madame D. Nel 2015 ricopre il ruolo di Marianne Lane nel film A Bigger Splash del regista italiano Luca Guadagnino. Nel 2016 appare nel film Doctor Strange del Marvel Cinematic Universe nel quale interpreta l'Antico, il maestro del Dottor Strange e del Barone Mordo. Nel 2018 fa parte del cast di Suspiria, remake del film di Dario Argento. Nel 2019 riprende il ruolo dell’Antico in Avengers: Endgame.

## Vita privata
Ha due figli gemelli, Honor e Xavier (1997), nati dalla relazione con il pittore e commediografo scozzese John Byrne, durata dal 1989 al 2003. Vive a Nairn, vicino a Inverness, in Scozia, con i figli e l'artista tedesco Sandro Kopp, suo compagno dal 2004.

## Altre attività artistiche
Nel 1995 l'attrice si esibisce dal vivo in una performance intitolata The Maybe, ideata dall'artista Cornelia Parker, che si svolge presso la Serpentine Gallery di Londra e il Museo Barracco di Roma. Tilda Swinton giace otto ore al giorno all'interno di una teca di vetro, apparentemente addormentata, per una settimana. Il 23 marzo 2013 ha riproposto, senza preavviso, la stessa performance al MoMA di New York. È stato annunciato che la performance verrà esibita circa altre sei volte durante lo stesso anno, e che non esiste nessuna data precisa in cui si svolgeranno le ulteriori rappresentazioni.
Interpreta il ruolo di un'aliena sbarcata sulla terra nel videoclip The Box della formazione elettronica degli Orbital.
Nel 1998 è membro della giuria del festival di Venezia e nel 2004 di quella del festival di Cannes. Nel 2009 è stata presidente di giuria al festival di Berlino. Sempre nel 2009 presta la voce narrante in alcuni brani del disco The Bachelor di Patrick Wolf.
Nel 2008 fonda il festival cinematografico "Ballerina Ballroom Cinema Of Dreams", che si svolge in una sala da ballo di Nairn in Scozia.
Dal 30 settembre al primo ottobre 2012 partecipa a The Impossible Wardrobe. Ideata dal direttore del Musée Galliera Oliver Saillard, la performance si è svolta al Palais de Tokyo di Parigi durante il Festival d'automne. Tilda Swinton, con indosso asettici camici e guanti bianchi, presenta abiti conservati negli archivi del Musée Galliera, tra cui un paio di guanti di Elsa Schiaparelli, un cappotto posseduto da Sarah Bernhardt e una giacca appartenuta a Napoleone Bonaparte.
Ha preso parte al video del singolo di David Bowie The Stars (Are Out Tonight) pubblicato il 26 febbraio 2013 e diretto da Floria Sigismondi.
È testimonial per Pomellato e per Coco Chanel.

## Filmografia

### Attrice

#### Cinema
- Caravaggio, regia di Derek Jarman (1986)
- Egomania - Insel ohne Hoffnung, regia di Christoph Schlingensief (1986)
- Depuis de jour, episodio di Aria, regia di Derek Jarman (1987)
- The Last of England, regia di Derek Jarman (1987)
- Friendship's Death, regia di Peter Wollen (1987)
- L'ispirazione, regia di Derek Jarman - cortometraggio (1988)
- War Requiem, regia di Derek Jarman (1989)
- The Garden, regia di Derek Jarman (1990)
- Edoardo II (Edward II), regia di Derek Jarman (1991)
- The Party - Nature Morte, regia di Cynthia Beatt (1991)
- Man to Man, regia di John Maybury (1992)
- Orlando, regia di Sally Potter (1992)
- Wittgenstein, regia di Derek Jarman (1993)
- Perversioni femminili (Female Perversions), regia di Susan Streitfeld (1996)
- Conceiving Ada, regia di Lynn Hershman-Leeson (1997)
- Love Is the Devil (Love is the Devil: Study for a Portrait of Francis Bacon), regia di John Maybury (1998)
- Zona di guerra (The War Zone), regia di Tim Roth (1999)
- The Protagonists, regia di Luca Guadagnino (1999)
- The Beach, regia di Danny Boyle (2000)
- Possible Worlds, regia di Robert Lepage (2000)
- I segreti del lago (The Deep End), regia di Scott McGehee e David Siegel (2001)
- Vanilla Sky, regia di Cameron Crowe (2001)
- Teknolust, regia di Lynn Hershman-Leeson (2002)
- Il ladro di orchidee (Adaptation.), regia di Spike Jonze (2002)
- Young Adam, regia di David Mackenzie (2003)
- The Statement - La sentenza (The Statement), regia di Norman Jewison (2003)
- Thumbsucker - Il succhiapollice (Thumbsucker), regia di Mike Mills (2005)
- Constantine, regia di Francis Lawrence (2005)
- Broken Flowers, regia di Jim Jarmusch (2005)
- Le cronache di Narnia - Il leone, la strega e l'armadio, regia di Andrew Adamson (2005)
- Stephanie Daley, regia di Hilary Brougher (2006)
- L'uomo di Londra (A Londoni férfi), regia di Béla Tarr (2007)
- Strange Culture, regia di Lynn Hershman-Leeson - documentario (2007)
- Michael Clayton, regia di Tony Gilroy (2007)
- Julia, regia di Érick Zonca (2007)
- Le cronache di Narnia - Il principe Caspian, regia di Andrew Adamson (2008)
- Burn After Reading - A prova di spia (Burn After Reading), regia di Joel ed Ethan Coen (2008)
- Il curioso caso di Benjamin Button (The Curious Case of Benjamin Button), regia di David Fincher (2008)
- The Limits of Control, regia di Jim Jarmusch (2009)
- Io sono l'amore, regia di Luca Guadagnino (2009)
- Le cronache di Narnia - Il viaggio del veliero, regia di Michael Apted (2010)
- ...e ora parliamo di Kevin (We Need To Talk About Kevin), regia di Lynne Ramsay (2011)
- Moonrise Kingdom - Una fuga d'amore (Moonrise Kingdom), regia di Wes Anderson (2012)
- Solo gli amanti sopravvivono (Only Lovers Left Alive), regia di Jim Jarmusch (2013)
- Snowpiercer, regia di Bong Joon-ho (2013)
- The Zero Theorem - Tutto è vanità (The Zero Theorem), regia di Terry Gilliam (2013)
- Grand Budapest Hotel (The Grand Budapest Hotel), regia di Wes Anderson (2014)
- Un disastro di ragazza (Trainwreck), regia di Judd Apatow (2015)
- A Bigger Splash, regia di Luca Guadagnino (2015)
- Ave, Cesare! (Hail, Caesar!), regia di Joel ed Ethan Coen (2016)
- Doctor Strange, regia di Scott Derrickson (2016)
- Okja, regia di Bong Joon-ho (2017)
- War Machine, regia di David Michôd (2017)
- Suspiria, regia di Luca Guadagnino (2018)
- The Souvenir, regia di Joanna Hogg (2019)
- Avengers: Endgame, regia di Anthony e Joe Russo (2019) - cameo
- I morti non muoiono (The Dead Don't Die), regia di Jim Jarmusch (2019)
- La vita straordinaria di David Copperfield (The Personal History of David Copperfield), regia di Armando Iannucci (2019)
- The Human Voice, regia di Pedro Almodóvar - cortometraggio (2020)
- The Souvenir: Part II, regia di Joanna Hogg (2021)
- The French Dispatch of the Liberty, Kansas Evening Sun, regia di Wes Anderson (2021)
- Memoria, regia di Apichatpong Weerasethakul (2021)
- Tremila anni di attesa (Three Thousand Years of Longing), regia di George Miller (2022)
- The Eternal Daughter, regia di Joanna Hogg (2022)
- Problemista, regia di Julio Torres (2023)
- Asteroid City, regia di Wes Anderson (2023)
- The Killer, regia di David Fincher (2023)
- La stanza accanto (The Room Next Door), regia di Pedro Almodóvar (2024)
- The End, regia di Joshua Oppenheimer (2024)
- La ballata di un piccolo giocatore (The Ballad of a Small Player), regia di Edward Berger (2025)

#### Televisione
- Zastrozzi: A Romance, regia di David C. Hopkins – miniserie TV, 4 puntate (1986)
- What We Do in the Shadows – serie TV, episodio 1x07 (2019)

#### Videoclip
- David Bowie: The Stars (Are Out Tonight), regia di Floria Sigismondi (2013)

### Doppiatrice
- Blue, regia di Derek Jarman (1993)
- L'isola dei cani (Isle of Dogs), regia di Wes Anderson (2018)
- Last and First Men, regia di Jóhann Jóhannsson (2020)
- What If...? – serie TV animata (2021)
- Pinocchio di Guillermo del Toro, regia di Guillermo del Toro (2022)
- The Boys – serie TV (2024)

## Teatro
- Giulio Cesare di William Shakespeare, regia di Ron Daniels. Royal Shakespeare Theatre di Stratford-upon-Avon (1983), Barbican Center di Londra (1984)
- I diavoli di John Whiting, regia di John Barton. Barbican Centre (1983) e Pit di Londra (1984)
- Misura per misura di William Shakespeare, regia di Adrian Noble. Royal Shakespeare Theatre di Stratford-upon-Avon (1983), Barbican di Londra e Theatre Royal di Newcastle (1984)
- Enrico VIII di William Shakespeare, regia di Howard Davies. Barbican Centre di Londra (1984)
- Madre Coraggio e i suoi figli di Bertolt Brecht, regia di Howard Davies. Barbican Centre di Londra (1984)
- Waste di Harley Granville-Barker, regia di John Barton. Barbican Center di Londra (1985)
- Torquato Tasso di Johann Wolfgang von Goethe, regia di Stephen Unwin. National Theatre di Londra (1985)
- The Long Way Round di Peter Handke, regia di Stephen Unwin. National Theatre di Londra (1989)

## Riconoscimenti
- Premio Oscar
  - 2008 – Migliore attrice non protagonista per Michael Clayton

- Golden Globe
  - 2002 – Candidatura per la migliore attrice in un film drammatico per I segreti del lago
  - 2008 – Candidatura per la migliore attrice non protagonista per Michael Clayton
  - 2012 – Candidatura per la migliore attrice in un film drammatico per ...e ora parliamo di Kevin
  - 2025 – Candidatura per la migliore attrice in un film drammatico per La stanza accanto

- BAFTA
  - 2008 – Migliore attrice non protagonista per Michael Clayton
  - 2009 – Candidatura per la migliore attrice non protagonista per Burn After Reading - A prova di spia
  - 2012 – Candidatura per la migliore attrice per ...e ora parliamo di Kevin

- Screen Actors Guild Award
  - 2003 – Candidatura per il miglior cast per Il ladro di orchidee
  - 2008 – Candidatura per la migliore attrice non protagonista per Michael Clayton

- David di Donatello
  - 1993 – Migliore attrice straniera per Orlando

- Premio César
  - 2009 – Candidatura alla migliore attrice protagonista per Julia

- Festival di Venezia
  - 1991 – Coppa Volpi per la migliore interpretazione femminile per Edoardo II
  - 2020 – Leone d'oro alla carriera

## Doppiatrici italiane
Nelle versioni in italiano delle opere in cui ha recitato, Tilda Swinton è stata doppiata da:
- Franca D'Amato in I segreti del lago, Le cronache di Narnia - Il leone, la strega e l'armadio, Le cronache di Narnia - Il principe Caspian, Le cronache di Narnia - Il viaggio del veliero, ...e ora parliamo di Kevin, Snowpiercer, A Bigger Splash, Ave, Cesare!, Doctor Strange, Okja, War Machine, Avengers: Endgame, La vita straordinaria di David Copperfield, Tremila anni di attesa, The Killer, La stanza accanto, The End
- Carla Cassola in Orlando, Wittgenstein, The Protagonists, Young Adam, Suspiria (dottor Jozef Klemperer), I morti non muoiono
- Anna Cesareni in The Beach, Michael Clayton, Burn After Reading - A prova di spia, Moonrise Kingdom - Una fuga d'amore, The French Dispatch of the Liberty, Kansas Evening Sun
- Laura Boccanera in Caravaggio, Edoardo II, Broken Flowers
- Pinella Dragani in Vanilla Sky, The Statement - La sentenza
- Micaela Esdra in Il ladro di orchidee, Il curioso caso di Benjamin Button
- Tiziana Avarista in Thumbsucker - Il succhiapollice, Un disastro di ragazza
- Ludovica Modugno in The Limits of Control, Suspiria (madame Blanc)
- Giò Giò Rapattoni in Constantine, What We Do in the Shadows
- Paola Giannetti in Love Is the Devil
- Stefanella Marrama in Julia
- Laura Romano in Solo gli amanti sopravvivono
- Daniela Abruzzese in The Zero Theorem - Tutto è vanità
- Rita Savagnone in Grand Budapest Hotel
- Alessandra Korompay in Asteroid City

Nel film Io sono l'amore l'attrice recita in italiano.
Da doppiatrice è sostituita da:
- Franca D'Amato in What If...?, Pinocchio di Guillermo del Toro, The Boys
- Carla Cassola in Blue
- Monica Ward in Shakespeare - I capolavori animati
- Alessandra Cassioli in Deep Water - La folle regata
- Anna Cesareni in L'isola dei cani